# Anlongbu Xiang
Anlongbu Xiang (kinesiska: 安龙堡, 安龙堡乡) är en socken i Kina. Den ligger i provinsen Yunnan, i den sydvästra delen av landet, omkring 100 kilometer sydväst om provinshuvudstaden Kunming. Antalet invånare är 9 450. Befolkningen består av 4 400 kvinnor och 5 050 män. Barn under 15 år utgör 15,0 %, vuxna 15-64 år 74 %, och äldre över 65 år 9,0 %.
Genomsnittlig årsnederbörd är 1 000 millimeter. Den regnigaste månaden är juni, med i genomsnitt 192 mm nederbörd, och den torraste är februari, med 9 mm nederbörd.